# György Sztantics
György Sztantics (en croate, Đuro Stantić), né le 19 août 1878 à Szabadka, en Voïvodine, appartenant alors au Royaume de Hongrie, mort le 10 juillet 1918 dans la même ville, était un athlète croate, concourant pour la Hongrie, spécialiste de la marche athlétique.
Il remporte la médaille d'or lors des Jeux olympiques intercalaires de 1906 à Athènes, sur 3 000 m marche.